# Zamba de Vargas
La «Zamba de Vargas» es una conocida canción popular de autor anónimo integrante del folklore argentino y, a su vez, la zamba más antigua de la que se tenga registro musical. De ella se ha dicho que es "la madre de todas las zambas". Es probable que la "Zamba de Vargas" exprese el momento histórico y artístico en que la zamacueca afroperuana, ya en versión de cueca chilena, se transformó para dar origen a la zamba argentina, uno de los estilos musicales más representativos del folklore de ese país.
Su origen data de la época en que se libró la sangrienta Batalla de Pozo de Vargas, sucedida el 10 de abril de 1867, durante las guerras civiles argentinas, donde se enfrentaron las fuerzas federales del caudillo Felipe Varela y las del gobierno nacional argentino, dirigidas por el general Antonino Taboada, y que la tradición popular interpreta como un enfrentamiento entre riojanos y santiagueños, principalmente, adoptando los primeros el bando federal y los últimos el bando del gobierno nacional presidido por Bartolomé Mitre. La tradición popular le ha atribuido haber sido interpretada por una banda militar en pleno combate y haber revertido la suerte de las armas, a favor de los santiagueños. La canción se transmitió durante décadas en forma oral, con letras variables según el bando que defendían los intérpretes, y es una manifestación de los sentimientos patrióticos ligados a la pertenencia a las diferentes provincias o patrias chicas que integran la Argentina, enfrentadas en el curso del siglo XIX, a causa del sistema de gobierno que habría de establecerse en la Constitución.
Se interpreta con dos melodías, una recopilada por Andrés Chazarreta en 1906, y la otra por Luis Peralta Luna. Por otra parte, se han recopilado y arreglado diversas letras, agrupadas en lo que se conoce como versión riojana y versión santiagueña. Entre las recopilaciones se destacan las realizadas por Domingo Lombardi, Juan Alfonso Carrizo, Vicente Forte, Los Hermanos Ábalos y Bartolomé Peralta Luna.

## Contexto histórico

### Antecedentes

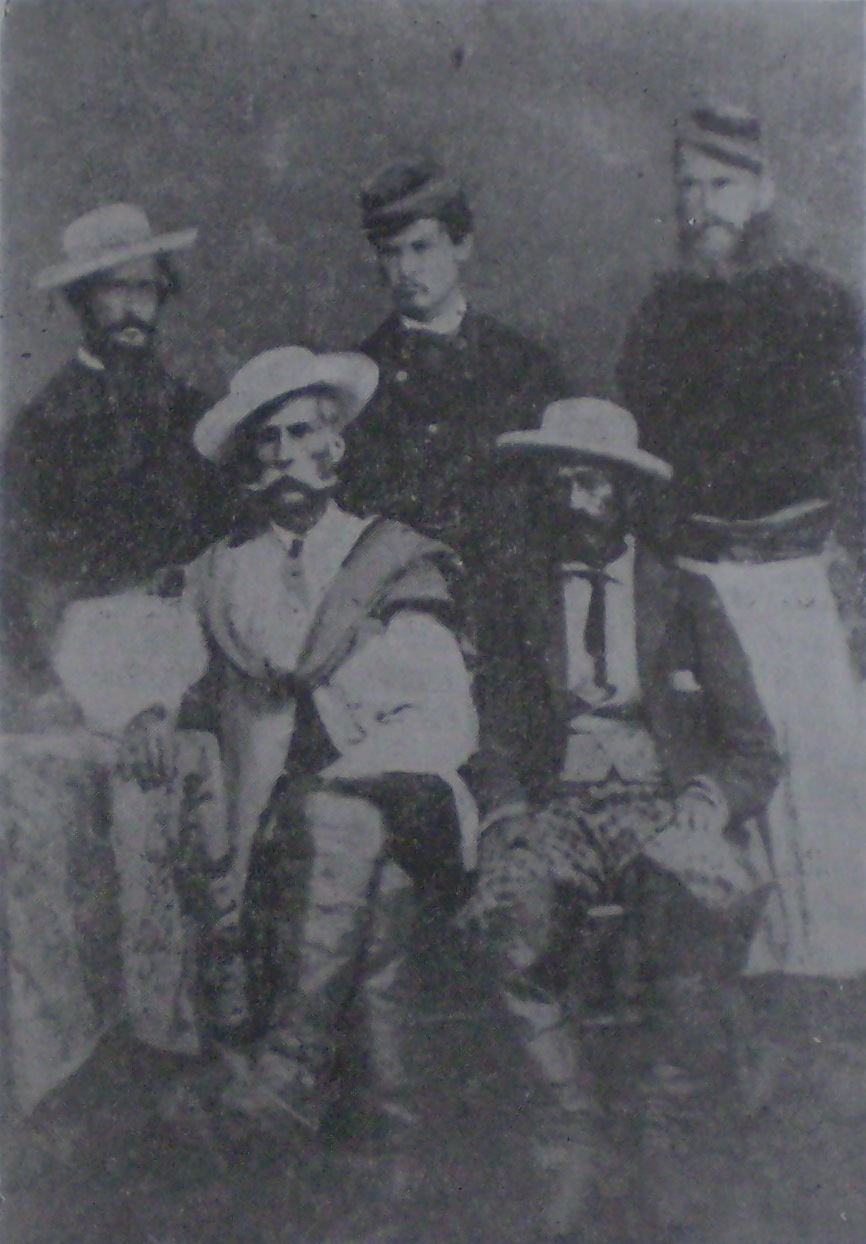
Felipe Varela (izq. abajo) y sus lugartenientes. Comando de las fuerzas federales de La Rioja y Catamarca.

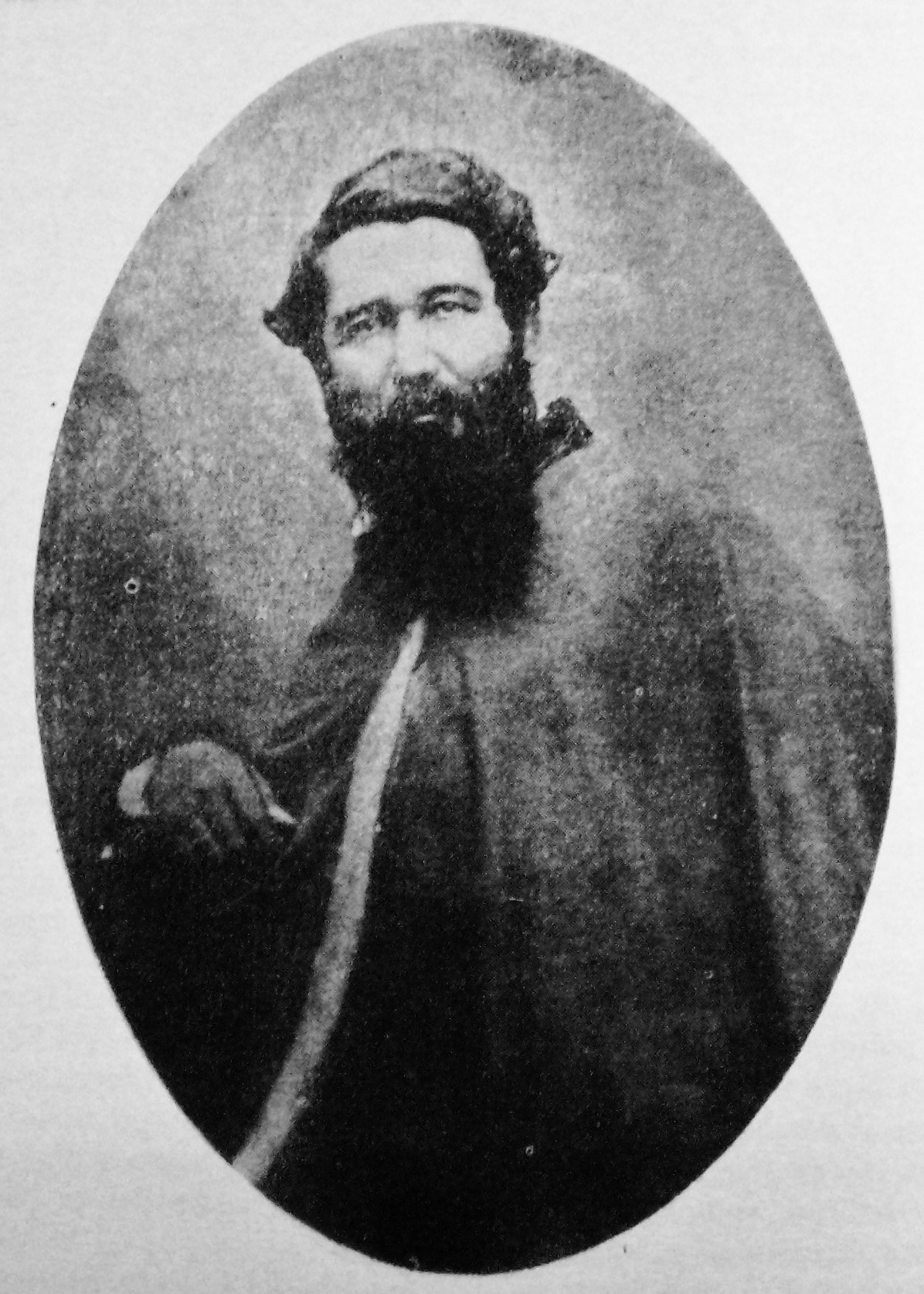
Antonino Taboada, comandante de las tropas del gobierno nacional, formadas por santiagueños.

La Zamba de Vargas apareció en la época de la batalla de Pozo de Vargas, sucedida el 10 de abril de 1867 en la etapa final del período conocido como de las guerras civiles argentinas. Se trató de un hecho importante porque definió la derrota de Felipe Varela, un caudillo catamarqueño-riojano que lideró el último gran levantamiento federal contra el centralismo de la Provincia de Buenos Aires. Fue también una de las batallas más sangrientas de la historia argentina, con un saldo de 1.400 muertos.
Los hechos suceden unos años después de que la Confederación Argentina y la Provincia de Buenos Aires se reunificaran bajo el mando del porteño Bartolomé Mitre, victorioso en la batalla de Pavón (1861). La batalla del Pozo de Vargas se produjo en el marco de la Revolución de los Colorados de 1867, un gran alzamiento federalista de las provincias del oeste contra el gobierno nacional del presidente Bartolomé Mitre (1862-1868), en oposición a la Guerra del Paraguay (1864-1870). 
Los federales se hicieron del gobierno en las provincias de Mendoza, San Luis, San Juan, La Rioja y Catamarca. Entre ellos estaba el general Felipe Varela, un militar y estanciero riojano, nacido en Catamarca, que había sido oficial de los ejércitos federales de Justo José de Urquiza y del Chacho Peñaloza, y que había vuelto de Chile para hacerse fuerte en La Rioja y Catamarca.
Cuando se produjo la Revolución de los Colorados, el presidente Mitre se encontraba en Paraguay, comandando las tropas argentinas en la guerra. Enterado de la revolución de las provincias occidentales, volvió de urgencia y dispuso la represión de los sublevados, mediante una estrategia de pinzas: el general Wenceslao Paunero debía atacar las tres provincias del sur, en tanto que las dos del norte (La Rioja y Catamarca), dominadas por el coronel Felipe Varela, serían atacadas por el llamado Ejército del Norte, comandado inicialmente por el general Anselmo Rojo y luego por Antonino Taboada.
El 29 de marzo de 1867, el ejército nacional comandado por el general Arredondo venció a los revolucionarios de Mendoza, San Luis y San Juan, en la batalla de San Ignacio, tomando control de esas tres provincias. Felipe Varela, en el norte, al frente de una gran fuerza integrada por unos 4000 hombres, y secundado por los principales caudillos de la región, quedó sólo para enfrentar al ejército nacional, al mando de Antonino Taboada secundado por su hermano Manuel. 
En esa confrontación, Taboada ocupó la ciudad de La Rioja, y cuando Varela se enteró, cometió un grave error estratégico que terminaría llevándolo a la derrota: retrocedió hacia la capital de la provincia para retomar la ciudad, pero sin asegurarse la provisión de agua, que en esos parajes desérticos era vital. De ese modo su tropa llegaría agotada y sedienta hasta el jagüel o pozo de Vargas, en las afueras de la ciudad de La Rioja, donde se acumulaba el agua. Pero allí también estaba el ejército nacional esperándolo, con menor cantidad de soldados (2100), pero mejor armados y con la intención de aprovechar el cansancio y la sed de los federales.

### La batalla de Pozo de Vargas

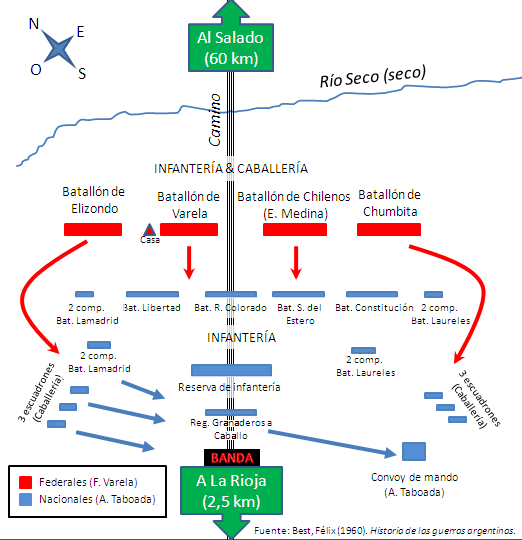
Mapa de la Batalla de Vargas.

La batalla de Pozo de Vargas se produjo el 10 de abril de 1867. El lugar del enfrentamiento era una hondonada ubicada a dos kilómetros y medio al noroeste de la ciudad de La Rioja, donde se fabricaban ladrillos y se encontraba precisamente el Jagüel o Pozo de Vargas, estratégico por constituir uno de los pocos puntos con agua en una amplia zona desértica. Actualmente el sitio está urbanizado e integrado a la ciudad con el nombre de barrio de Vargas, y en el lugar se ha colocado un busto de Felipe Varela y un monolito rindiendo homenaje a los caídos en la batalla, frente al cual el gobierno local la conmemora anualmente.
Las tropas de Felipe Varela, unos 4.000 hombres, estaban integradas principalmente por riojanos, con un aporte muy importante de chilenos al mando de Estanislao Medina. El arma dominante era la caballería, integrada por unos 2300 jinetes armados con lanzas, composición usual de los ejércitos de las guerras civiles que les valió el nombre de montoneras o montoneros. Contaba también con dos cañones. El ejército riojano fue dividido en cuatro batallones en los que se combinaban infantes y jinetes, dos al centro y uno en cada flanco, al mando del propio Varela, Sebastián Elizondo, Estanislao Medina y Severo Chumbita. Otros lugartenientes de Varela presentes en el campo de batalla fueron Santos Guayama y Aurelio Zalazar. 
Las tropas de los Taboada, unos 2100 hombres, estaban integradas principalmente por santiagueños, con un importante aporte de tucumanos. El arma dominante era la infantería, integrada por unos 1.600 soldados armados con modernas carabinas Sharps, provistos por el gobierno nacional, adquiridos para la Guerra del Paraguay en curso.

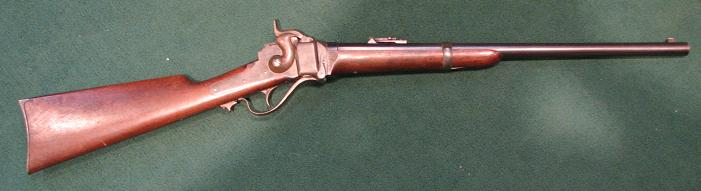
Carabinas Sharps de 1863, con las que estaba armada la infantería de Taboada, ubicada en trincheras para enfrentar exitosamente a la caballería montonera armada con lanzas de Felipe Varela.

Se trataba de una composición inusual, que influiría decisivamente, tanto en la elección del campo de batalla, como en las tácticas adoptadas en el curso de la misma. El ejército nacional fue dividido en cinco batallones de infantería ubicados en trincheras cavadas en la vanguardia, al mando del capitán Manuel Taboada, una reserva de infantería y caballería, colocada en el centro y 6 escuadrones de caballería escalonados detrás, cubriendo cada flanco y la espalda. El general Antonino Taboada se instaló en un convoy de mando, al centro, detrás de la reserva.

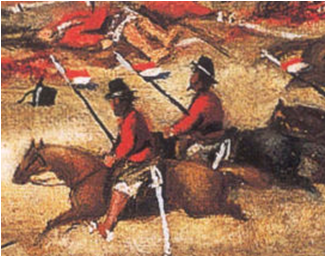
Las tropas de Felipe Varela estaban constituidas principalmente por la caballería armada con lanzas o tacuaras organizada como montonera (pintura de Cándido López).

Las fuerzas nacionales controlaban el pozo de agua, colocándose en derredor y dejándolo "como cebo". Para las tropas riojanas, sedientas luego de varios días sin beber, tomar el sitio constituía una razón de vida o muerte. La batalla comenzó a la una de la tarde y finalizaría al anochecer. El terreno, irregular, barroso y lleno de obstáculos, resultaría decisivo para el predominio de la infantería con armas de fuego que era la base de las tropas de Taboada.
Inicialmente los riojanos desbordaron a los santiagueños, sobre todo en el flanco izquierdo y en el frente del batallón Chileno, obligando a los hombres de Taboada a replegarse y al mismo convoy de mando a retroceder y ubicarse sobre la derecha, para evitar que lo atacaran por detrás.
Sin embargo los santiagueños se recuperaron a medida que las armas de fuego iban aumentando las bajas entre la caballería riojana, que llegó a efectuar diez cargas, en tanto que el terreno y las trincheras limitaban la peligrosidad de los jinetes y sus lanzas. Uno de los versos recopilados de la "Zamba de Vargas" utiliza con acierto la expresión "lanzas contra fusiles" para definir la característica esencial que adoptó la batalla. El propio Varela salvó su vida, luego de que su caballo cayera muerto y fuera rescatado por la montonera Dolores Díaz, La Tigra. Al anochecer dio orden de retirada con sólo 180 hombres de los 4.000 con que había llegado. En el campo quedaron muertos 1200 montoneros y 200 nacionales.

## Origen de la canción y evolución posterior
La tradición popular dice que la canción fue ejecutada en pleno combate, insuflando de valor a los soldados santiagueños que integraban las tropas nacionales al mando de Taboada, que así revirtieron la suerte de las armas que les era adversa, y que por esa razón tomó desde entonces el nombre de "Zamba de Vargas".  
La veracidad de la versión se encuentra cuestionada por los investigadores, pero está sostenida documentalmente por un artículo publicado el 10 de abril de 1906, por Ambrosio Salvatierra, un excapitán del ejército de Taboada y sobreviviente del Pozo de Vargas. Salvatierra relató sus vivencias de la batalla en una carta firmada con el seudónimo de Un veterano, y publicada por el diario El Siglo de Santiago del Estero, para conmemorar el 39.º aniversario de la batalla. Allí sostiene que Taboada mandó tocar "un gato" para levantar la moral de sus tropas y cuenta lo siguiente:

Las tropas electrizadas con los acentos del baile nacional, prorrumpieron en gritos, en vivas al general y mueras al enemigo. Todos los soldados comenzaron a bailar, arremangándose el chiripá y tomando el fusil por el medio.
Ambrosio Salvatierra.

La letra recopilada por Antonio Lombardi, que acompaña la versión de Chazarreta, da cuenta de esa tradición cuando dice:

En el entrevero se alzó esta zamba
llevando en sus notas bríos al alma.

En idéntico sentido, el recitado compuesto por Bartolomé Peralta Luna dice:

Cuentan de los santiagueños,
que al verse ya derrotados,
su jefe mandó a tocar
la zamba para animarlos.
Y cuando vibrar oyeron
la música de sus pagos
volvieron cara, venciendo
al ejército invasor.

El historiador Luis Alén Lescano ha investigado esta tradición en un artículo titulado "Pozo de Vargas, la victoria de una zamba", concluyendo que se trata de una obvia leyenda, sostenida por el poder de un relato en el que una batalla se decide por el influjo de una canción y los soldados bailan mientras combaten y mueren.
Pero si bien la leyenda de su ejecución en batalla no aparece como cierta, sí lo es el hecho de que tanto el ejército nacional al mando de Taboada, como el riojano comandado por Varela, contaban con bandas de música; en el primer caso, la banda estaba dirigida por el mayor catamarqueño José Brizuela. El dato es muy importante porque establece un vínculo probable entre las tropas que intervinieron en la Batalla de Pozo de Vargas con el origen de esta zamba. Alén Lescano opina que es probable que la canción se originara con ritmo de zamacueca chilena, por influencia de los combatientes chilenos que integraban el ejército riojano, bailándose en los campamentos de ambos ejércitos. De allí los soldados santiagueños la habrían llevado a su provincia, donde ya era popular en 1870, primero como zamacueca y luego como zamba.

Es decir, la zamacueca primero se santiagueñizó, y transformada en zamba cobró después ciudadanía nacional.
Luis Alén Lescano.

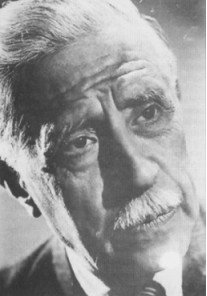
El santiagueño Andrés Chazarreta (1876-1960), escuchó en su hogar la "Zamba de Vargas" desde su infancia y en 1906 inició su carrera musical recopilándola por primera vez y ejecutándola en público.

De ese modo la canción quedó asociada al triunfo de los soldados santiagueños en Pozo de Vargas y se convirtió en una pieza anónima y popular en Santiago del Estero. Andrés Chazarreta, nacido en 1876 dijo, sobre la "Zamba de Vargas" que:

Desde mi infancia la había aprendido oyéndola cantar todos los días a mi abuelita Agustina.
Andrés Chazarreta.

Agustín Chazarreta incluye, en la biografía de su padre, el siguiente relato sobre las vivencias infantiles de éste:

-Cuénteme mama una vez más..., cuénteme lo que sabían recordar mi tío Manuel Antonio, don Ambrosio Salvatierra, el Negro Chagaray y los otros.
-Carne de gallina se me hace el cuerpo cuando me imagino aquel mediodía en el Pozo de Vargas. El General Taboada desesperado veía perder la batalla. Muchos eran los chilenos de Varela y poca la gente de su tropa. La Virgen de la Montonera lo tiene que haber iluminado. "¡La banda,...la banda!", dicen que gritó como enloquecido. "¡Que el piquete de Brizuela toque la zamba!". Así sabía contar tu tío....
Y la voz de la anciana se quebró y sus ojos secos se mojaron con el recuerdo de Manuel Antonio –el hijo ingrato- joven guerrero del Pozo de Vargas, que al volver de la batalla se enganchó en las tropas del sur y nunca más se supo de él.
-Tome otro mate mama y perdóneme, yo tengo la culpa.
-No hijo, me gusta complacerte y me gusta recordar. Dicen que cuando nuestros soldados oyeron la zamba, hicieron coro, y fusil en mano atacaron con más bríos, ganando la batalla.
-¿Ese fue mama, el bautismo de la zamba?
-¡"La Zamba de Vargas", hijo!, allí fue bautizada en el campo de batalla.
Y canturreó una copla:
Batallón de Varela,
Pozo de Vargas
La despedida es corta, mi vida,
La ausencia es larga.

En 1905, Andrés Chazarreta, por entonces inspector de escuelas, comenzó a sentir "la necesidad de pasar al pentagrama la música de tantos cantos y bailes que en cada punto oía con sorpresa ejecutar a gente aborigen". El 25 de agosto de 1906 Chazarreta realizó su debut artístico en el Teatro Cervantes de Santiago del Estero, eligiendo para ello la interpretación de la Zamba de Vargas, en solo instrumental de guitarra. Las autoridades y la clase alta santiagueña reaccionaron con desagrado frente a la interpretación de música folklórica en un teatro, declarando que "era un retroceso para la cultura".
Dos años después, en 1908, la partitura fue publicada por la casa Medina de Buenos Aires, subtitulada como "Baile nacional" y dedicada al profesor Medardo Moreno Saravia. Zamba de Vargas sería la primera de un total de 480 partituras publicadas por Andrés Chazarreta.
Chazarreta a su vez le solicitó a Antonio Lombardi que le diera forma a la letra tomando las versiones que se cantaban en Santiago del Estero elogiando a Taboada y sus hombres, procediendo a realizar la primera publicación de la música y la letra, y conformando lo que ha dado en llamarse la versión santiagueña. Allí aparece la leyenda de que la zamba fue tocada y bailada en batalla, revirtiendo el espíritu de derrota de los santiagueños y llevándolos a la victoria. En los primeros años de la década de 1930 Chazarreta registró la zamba interpretada por él mismo en solo de guitarra para la discográfica RCA Victor, en lo que constituye la primera versión grabada.
En 1933, el investigador y recopilador de poesía oral Juan Alfonso Carrizo, de origen catamarqueño, publicó otra versión de la letra de la Zamba de Vargas en su libro Cancionero popular de Salta, con un contenido, en este caso, favorable a Felipe Varela. El descubrimiento ha llevado a una corriente historiográfica a sostener que la versión original, en ritmo de cueca, es de origen riojano, y que el caudillo santiagueño Taboada tomó la popular melodía para componer una versión que publicitara sus actos de guerra. Dentro de esa corriente, Duhalde y Ortega Peña sostienen que "la cueca era la marcha revolucionaria de la época" y que luego de la Batalla de Vargas "la cultura mitrista pudo desvirtuar aquel hecho, para transformar la "Zamba de Vargas".
En 1942 Vicente Forte publicó una tercera recopilación de la letra, diferente de las dos anteriores. En 1951 Eduardo Falú grabó la canción como Lado B de un sencillo de TK en un solo instrumental de guitarra.

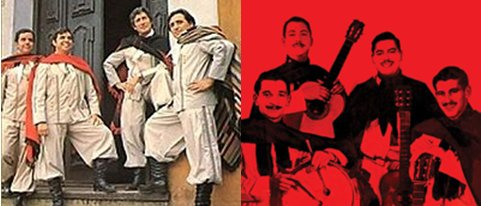
Las dos versiones de la "Zamba de Vargas": en 1956 Los Cantores de Quilla Huasi lanzaron en su primer álbum la versión riojana recopilada por Bartolomé Peralta Luna y en 1958 Los Chalchaleros difundieron masivamente la versión santiagueña recopilada por Chazarreta-Lombardi.

En 1956, Los Cantores de Quilla Huasi incluyeron en su primer álbum una versión completamente diferente de la zamba, tanto en su melodía en ritmo de cueca lenta, como en la letra, según el diseño de Bartolomé Peralta Luna tomando las recopilaciones de Carrizo y Forte, y conformando lo que ha dado en llamarse la versión riojana. Tres años después, Los Chalchaleros incluyeron la versión santiagueña en su sexto álbum, El arriero va, siguiendo la recopilación de Chazarreta-Lombardi, obteniendo un éxito resonante.
En 1964, Atahualpa Yupanqui grabó la versión de Chazarreta en solo de guitarra, en el álbum Selva, pampa y cerro. En 1965 Los Cantores del Alba incluyen en el álbum Cantemos folclore una versión de la canción, siguiendo las pautas clásicas de la recopilación de Chazarreta-Lombardi y de la interpretación de Los Chalchaleros.
En 1966, Ariel Ramírez, Los Fronterizos y Eduardo Falú grabaron la zamba en el álbum Coronación del folklore Vol 2, combinando las recopilaciones musicales de Chazarreta y Peralta Luna. En 1968 Los Cantores de Quilla Huasi grabaron un versión santiagueña de la Zamba de Vargas, siguiendo la melodía recopilada por Chazarreta pero una letra compuesta sobre la base de las diversas recopilaciones y recitados que buscan establecer un punto de encuentro entre riojanos y santiagueños; el mismo recitado es interpretado por el Dúo Benítez-Pacheco, acompañando la versión clásica que hace de la transcripción de Chazarreta-Varela. El mismo año, Roberto Rimoldi Fraga incluyó la canción en el álbum Con sabor a patria, interpretándola según la versión riojana que grabaron Los Quilla Huasi en 1956, pero con ritmo más rápido adoptando la forma de una cueca.
Finalmente, en 1973, Los Hermanos Ábalos, en su álbum Los 33 años de Los Hermanos Ábalos, lanzaron una nueva versión de la canción, con idéntica melodía y ritmo que la recopilación de Chazarreta, pero diferente letra aunque siempre dentro del grupo santiagueño, en la que dice que en Santiago del Estero la zamba es también conocida como "la Triunfadora".

## Letra
Por ser una canción anónima, la "Zamba de Vargas" carece de una letra única. Diversas estrofas y variantes se han ido acumulando a través de los años y los intérpretes optan por unas u otras a voluntad.
Sin perjuicio de ello las letras pueden dividirse en dos grandes vertientes, la versión riojana y la versión santiagueña, según el bando que se destaque o se ensalze. Ambas versiones también han sido denominadas la versión federal y la versión unitaria de la "Zamba de Vargas".
En general la cultura riojana ha considerado la versión santiagueña como ofensiva o humillante, sosteniendo que se trata de una melodía riojana-catamarqueña que fue apropiada por los santiagueños que integraban las tropas de Taboada, para cambiarle la letra y realizar la apología de su victoria sobre Felipe Varela. Por su parte, para la cultura santiagueña, se trata de una canción patriótica íntimamente relacionada con el orgullo provincial, que ha gozado de un alta popularidad ininterrumpida durante más de 130 años. 
En todo caso, la versión santiagueña es la más conocida, sobre todo debido a la obra de difusión realizada desde 1906 por Andrés Chazarreta, con quien se la identifica. Por otra parte, ambas versiones expresan el grado de crueldad y violencia que alcanzaron las luchas fratricidas en Argentina. En este último sentido, el músico Carlos Di Fulvio ha reflexionado:

Cada vez que me ha tocado interpretar esta zamba, siempre, aparte de la emoción, he llegado a imaginar que sentía hasta el olor de la sangre con que se abonó el suelo de mi Patria, allá en sus albores.
Carlos Di Fulvio

### Versión santiagueña
La versión santiagueña tiene tres estructuras líricas básicas, recogidas respectivamente por Domingo Lombardi (acompañando la recopilación musical de Chazarreta), Vicente Forte y Los Hermanos Ábalos.

#### Recopilación de Lombardi
La letra recopilada por Domingo Lombardi, fue recogida en Santiago del Estero en la primera década del siglo XX. La misma refleja el conocimiento oral del propio Chazarreta, cuyo tío, Manuel Antonio Chazarreta combatió en la Batalla del Pozo de Vargas, y cuya abuela Agustina, de tradición taboadista, tenía el hábito de cantarla diariamente. Chazarreta recibe también los relatos de dos excombatientes del Pozo de Vargas amigos de su familia, el capitán Ambrosio Salvatierra y el músico y abanderado José María de Gauna.
La recopilación de Lombardi es la letra más conocida de la canción, la que difundió durante décadas Chazarreta y la que se hizo éxito masivo con la interpretación de Los Chalchaleros en 1958 cuando fue incluida en su álbum El arriero va. Es también la letra que cantan Los Cantores del Alba en la versión incluida en el álbum Cantemos folclore de 1965.
La letra tiene cuatro estrofas de seis versos cada una e igual estructura. Comienza con la conocida frase "forman los riojanos en pozo 'e Vargas..." y su métrica lírica se ajusta a la métrica de la recopilación musical de Chazarreta. Es un relato completo de la batalla, incluyendo el episodio en el que Taboada mandó tocar a la banda. La primera estrofa ubica a los riojanos y santiagueños en "pozo 'e Vargas", comandados por Varela y Manuel Taboada, y listos para enfrentarse. En la segunda estrofa comienza la batalla ("atacó Varela") y luego de una sangrienta confrontación ("tocando a degüello"), los santiagueños comienzan a retroceder ("ya pierden terreno los santiagueños"). En la tercera estrofa, Taboada arenga a sus hombres para evitar la retirada ("vencer o la muerte vuelvan sus caras") y tiene la idea de ordenar a la banda tocar la zamba en plena batalla ("y ahí nomás a la banda, la vieja zamba mandó tocar"). En la cuarta estrofa la canción insufla coraje a los hombres de Taboada ("llevando en sus notas bríos al alma"), quienes gracias a ello revierten la suerte de las armas. La canción termina atribuyéndole el triunfo tanto a los soldados como a la canción y bautizándola como "Zamba de Vargas":

Y el triunfo consiguieron
los santiagueños y este cantar,
para eterna memoria
zamba de Vargas siempre será.

La letra tiene la particularidad de mencionar a Manuel Taboada como el comandante de las tropas santiagueñas y quien da la orden de tocar a la banda. En realidad el comandante no era Manuel Taboada, sino su hermano mayor Antonino Taboada; Manuel era el jefe de la infantería. Los hermanos Taboada, conjuntamente controlaron el poder en la provincia de Santiago del Estero en las décadas de 1850 y 1860.

#### Recopilación de Forte
En 1942 Vicente Forte publicó una recopilación de una nueva letra de la canción, que se sumó a las que ya habían recopilado Lombardi y Carrizo.
Los versos recogidos por Forte utilizan un formato en el que los dos primeros versos comienzan con la palabra "batallón", seguida del nombre del mismo. El uso de una primera palabra aguda de tres sílabas, produce un efecto marcial que caracteriza la versión:  

Batallón Cazadores,
Batallón Cazadores, dijo Paunero,
por derecha e izquierda,
por derecha e izquierda,
rompan el fuego, rompan el fuego.

Incluye también algunos versos que se han vuelto clásicos en las versiones alternativas a la de Chazarreta-Lombardi, como:

...Manuel Taboada,
si esta guerra la pierdo
no cargo espada, no cargo espada.

Esta letra incluye la presencia de Paunero, que no combatió en la Batalla de Pozo de Vargas.

#### Recopilación de Los Hermanos Ábalos
En 1973 Los Hermanos Ábalos grabaron una versión de la zamba con una nueva letra, de solo dos versos, cantada con la música registrada por Chazarreta.
La letra se caracteriza por incluir como quinto verso de cada estrofa la expresión "si ay ay ay", que debido a la necesidad de acomodar la métrica a los compases de la melodía, obliga a extender el "siiiii", haciéndola aparecer más lenta y sincopada. Luego de decir que se trata de una "zamba que los santiagueños cantan con toda el alma", cuenta también que en Santiago del Estero, la canción es conocida como "la triunfadora".

### Versión riojana

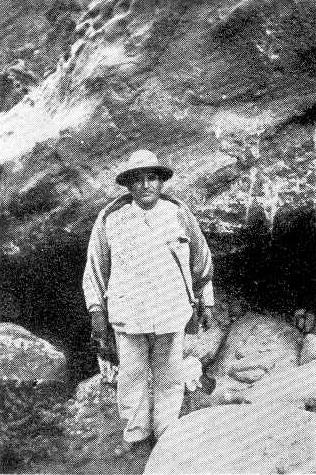
Juan Alfonso Carrizo en La Rioja en 1939. Sus recopilaciones del cancionero popular del noroeste argentino permitieron reconstruir la versión riojana federal de la "Zamba de Vargas".

La versión riojana tiene una estructura básica, tomada de las recopilaciones del cancionero popular del noroeste argentino realizadas por Juan Alfonso Carrizo, en las décadas de 1920 y 1930.
La característica lírica de la versión riojana recopilada por Carrizo es su estructura inicial, iniciando tres de las cuatro estrofas con el grito de "¡a la carga!", del comandante en batalla:

¡A la carga! ¡a la carga!
dijo...,

Carrizo no precisa en sus recopilaciones que las estrofas recogidas pertenecen a la "Zamba de Vargas". Correspondió a Bartolomé Peralta Luna identificar las coplas apropiadas para organizarlas en cuatro estrofas que conformaron la versión riojana de la canción, acompañadas también por dos recitados escritos por el propio Peralta Luna, que se dicen antes de comenzar la primera y la segunda, respectivamente.

#### Recopilaciones de Carrizo y arreglos de Peralta Luna
Las dos primeras estrofas de la letra de Peralta Luna (izquierda) están tomadas de tres coplas recopiladas por Juan Alfonso Carrizo (derecha):
| Bartolomé Peralta Luna | Juan Adolfo Carrizo |
| --- | --- |
| ¡A la carga, a la carga! -dijo Varela. ¡A la carga, artilleros, zambita, rompan trincheras! Rompan trincheras, cierto -dijo Elizondo. Batallón lagunero, zambita, de dos en fondo. | ¡A la carga! ¡a la carga! Dijo Varela ¡Batallón Colorado! ¡Rompan trinchera! ¡A la carga! ¡a la carga! Dijo Varela: ¡Batallón lagunero, rompan trinchera! ¡A la carga! ¡a la carga! dijo Elizondo, ¡Valientes laguneros, de dos en fondo! |

Para componer esta versión, Peralta Luna utiliza el mismo procedimiento de la tradición popular de combinar versos y expresiones de distintas coplas. Toma incluso la frase que la recopilación de Forte le atribuye a Taboada, para componer la tercera estrofa:
| Bartolomé Peralta Luna                                                                    | Vicente Forte                                                              |
| ----------------------------------------------------------------------------------------- | -------------------------------------------------------------------------- |
| ¡A la carga, a la carga! -dijo Taboada. Si esta guerra no ganó, zambita, no cargo espada. | Manuel Taboada, si esta guerra la pierdo no cargo espada, no cargo espada. |

La última estrofa de Peralta Luna es anómala, porque incluye un verso amoroso picaresco, ausente en la demás versiones de la canción, pero que en realidad se encuentran muy presentes en las versiones tradicionales. La expresión también está tomada de las recopilaciones de Carrizo, pero no de las que se encuentran entre las coplas históricas, sino de entre las Declaraciones, finezas y piropos:
| Bartolomé Peralta Luna                                                                      | Juan Adolfo Carrizo                                                      |
| ------------------------------------------------------------------------------------------- | ------------------------------------------------------------------------ |
| ¡A la carga , a la carga! -dijo Chumbita. Las ansias de quererte, zambita, no se me quitan. | ¡Vidita de mi vida! Sos mi vidita las ganas de quererte no se me quitan. |

#### Los recitados de Peralta Luna
Peralta Luna agregó a su versión un poema que se recita en dos partes, antes de comenzar la primera y la segunda, respectivamente.
El primer recitado está integrado por dos estrofas, una redondilla y una sextilla. La primera estrofa ubica al oyente en el tiempo de "la ruda montonera" en que "el caudillo es bandera", refiriéndose así a las guerras civiles argentinas. La segunda habla de las luchas fratricidas que involucraron a "santiagueños y riojanos" ("lágrimas y sangre mucha, corrió por montes y llanos") y menciona la leyenda de la zamba nacida de la batalla ("cuentan los paisanos, que al son de zamba triunfaron").
El segundo recitado también está integrado por dos estrofas, pero en este caso se trata de dos cuartetas asonantadas. Está íntegramente dedicado a contar la leyenda de la ejecución de la zamba durante la batalla, atribuyéndole el carácter de un tradición oral de origen santiagueño ("cuentan de los santiagueños").

## Música
La "Zamba de Vargas" se interpreta con dos melodías muy similares, una recopilada por Andrés Chazarreta en 1906, y otra por Luis Peralta Luna, y aunque ambas tienden a identificarse con las versiones santiagueña y riojana de la canción, respectivamente, también es posible que las versiones intercambien las melodías.
La melodía recopilada en Santiago del Estero por Chazarreta en 1906, es la música de una zamba de la que se tenga registro más antiguo. La misma es resultado del proceso histórico-cultural mediante el cual la zamacueca afroperuana se transformó en cueca chilena, para volverse a transformar en zamba argentina, uno de los estilos musicales más representativos y populares de ese país. Por esa razón ha sido considerada como "la madre de todas las zambas".
La música original de Chazarreta está concebida en compás de 6/8, con una introducción y dos partes iguales (primera y segunda), sin estribillo.
Luego de la introducción, la canción está compuesta por cuatro secciones iguales de 16 compases, dos en la primera y dos en la segunda. A su vez, cada sección de 16 compases, correspondiente a una estrofa, está integrada por dos líneas melódicas sucesivas de 8 compases, que constituyen el núcleo de la canción. La primera línea melódica, está construida sobre una oscilación armónica simple entre re menor y la séptima, mientras que la segunda línea melódica se realiza sobre una escala descendente sol menor-do séptima-fa mayor-si bemol séptima-la séptima y vuelta a re menor.
La música aportada por Luis Peralta Luna es muy similar (compás de 6/8 y cuatro secciones de 16 compases sin estribillo). La diferencia sustancial radica en la segunda línea melódica de cada sección, que en esta versión no sigue una escala descendente -como la de Chazarreta- sino que adopta una combinación fa mayor-sol mayor que se repite antes de resolverse en la mayor y vuelta a re menor, que le otorga a la canción un tono de euforia.

## Versiones
Las versiones de la "Zamba de Vargas" se distinguen según sean puramente instrumentales o cantadas. En el primer caso siempre se interpreta la música recopilada por Andrés Chazarreta en 1906, en tanto que en el segundo caso, hay grandes variaciones, tanto de la letra, como de la melodía y el ritmo.

### Versiones instrumentales
La versión más antigua es la realizada por Andrés Chazarreta en solo de guitarra. La misma fue interpretada por primera vez en 1906, pero no ha quedado grabada. Entre 1930-1935, Chazarreta grabó la canción para RCA en solo de guitarra, y aunque es difícil de encontrar, su nieto ha puesto esa grabación al alcance del público en Internet. En 1962, RCA Víctor incluyó una versión del tema interpretado por Andrés Chazarreta y su orquesta nativa, en el álbum Folklore: Artistas consagrados / Nuevos valores.
En 1951 Eduardo Falú grabó la canción como Lado B de un sencillo de TK en un solo instrumental de guitarra, siguiendo la recopilación de Chazarreta. La versión de Falú se encuentra también como tema A1 en el álbum Eduardo Falú vol 2 (1956).
Una tercera versión instrumental en guitarra fue realizada por Atahualpa Yupanqui en 1964 siguiendo la versión de Chazarreta, en el álbum Selva, pampa y cerro.
Ese mismo año Carlos Di Fulvio realiza otra interpretación en guitarra que se caracteriza por el virtuosismo y que incluye en el álbum Concierto Supersticioso para guitarra, percusión y voces (1964), la primera de sus obras integrales, aunque sin pertenecer al mismo. Di Fulvio volvió a grabar "Zamba de Vargas" dos veces más, para el álbum Guitarrero, grabado en 1981 y lanzado en México en 1984, y para el álbum Campo afuera (1997), editado en Holanda. En estas últimas dos versiones el estilo aparece aún más depurado, a la vez que el tiempo de la canción es algo más lento.
En 1969 Ariel Ramírez y Jaime Torres grabaron una bella versión puramente instrumental realizada en dúo de piano y charango en el álbum llamado precisamente Con piano y con charango. La interpretación cuenta también con el apoyo de Domingo Cura en el bombo legüero.

### Versiones cantadas
En la década de 1940 el Dúo Benítez-Pacheco, integrado por el riojano Antonio Benítez y el catamarqueño Eduardo Pacheco (catamarqueño). con Luis Peralta Luna al piano, grabó una de las primeras versiones cantadas de la que se tiene registro. Sigue la versión clásica Chazarreta-Lombardi, pero le agrega el recitado escrito por Bartolomé Peralta Luna.
En 1956 y 1959, Los Cantores de Quilla Huasi y Los Chalchaleros, lanzaron las dos versiones clásicas del tema: aquellos en su versión riojana y éstos en su versión santiagueña.
La interpretación de Los Cantores de Quilla Huasi está incluida como primer tema de su primer álbum. Se trata de la versión riojana, con letra organizada por Bartolomé Peralta Luna tomada de las recopilaciones de Carrizo y Forte, y música recopilada por el propio B. Peralta Luna, considerablemente diferente de la recopilación de Chazarreta. La interpretación de los Quilla se caracteriza por estar sostenida por el canto de los cuatro integrantes a dos voces, y la presencia destacada del punteo de guitarra, tanto en la introducción como durante al canto a modo de contrapunto, sobre un fondo rítmico de guitarra y bombo.
En 1959 Los Chalchaleros incluyeron la versión santiagueña en su sexto álbum, El arriero va, siguiendo la recopilación de Chazarreta-Lombardi y obteniendo un éxito resonante. Los Chalcha realizan una interpretación similar en su estructura a la que habían lanzado los Cantores de Quilla Huasi tres años antes, también con los cuatro integrantes cantando a dos voces, y la presencia de un punteo de guitarra en la introducción, aunque no durante el canto.
En 1965 Los Cantores del Alba incluyen en el álbum Cantemos folclore una nueva versión de la canción, siguiendo las pautas clásicas de la recopilación de Chazarreta-Lombardi. La característica más destacada de esta interpretación es un trabajo de voces más complejo y variado, incluyendo tercera y cuarta voces, y alternando el dúo de registro alto de Santiago Escobar y Gilberto Vaca, que domina la canción, con dúos en registro de barítono.
En 1966 Ariel Ramírez (piano), Los Fronterizos y Eduardo Falú (guitarra), grabaron la zamba en el álbum Coronación del folklore Vol 2, combinando las recopilaciones musicales de Chazarreta y Peralta Luna. Se trata de una compleja versión, basada en múltiples contrapuntos: de piano contra guitarra, de piano o guitarra contra voces, de solista contra coro, e incluso oponiendo las melodías de Chazarreta y Peralta Luna.
En 1968 Los Cantores de Quilla Huasi grabaron en el álbum Los clásicos del folklore al estilo de Los Cantores de Quilla Huasi, una versión siguiendo la música recopilada por Chazarreta, pero con una letra que busca establecer un punto de encuentro entre riojanos y santiagueños, precedida cada parte por el recitado de B. Peralta Luna ("y con el tiempo fueron buenos hermanos"). Esta versión de los Quilla Huasi, referida habitualmente como segunda versión, tiene la peculiaridad de acortar la segunda estrofa de cada parte, suprimiendo el segundo verso, modificación que le introduce mayor dinamismo a la canción. Esta segunda versión de la "Zamba de Vargas" de Los Cantores de Quilla Huasi, refleja en el canto, los cambios del grupo respecto de la formación original que grabó la primera doce años antes, en la que ya no están Fernando Portal ni Carlos Vega Peredo (primera voz), reemplazados por Oscar Valles (primera voz) y Roberto Palmer, respectivamente.
También en 1968, Roberto Rimoldi Fraga incluyó la canción en el álbum Con sabor a patria, interpretándola según la versión riojana que habían lanzado Los Quilla Huasi en 1956, pero con ritmo mucho más rápido adoptando la forma de una cueca. Esta particularidad obedece al perfil ideológico de Rimoldi Fraga que simpatizaba abiertamente a la causa federal de los caudillos, y entre ellos, lógicamente, Felipe Varela. Siguiendo los descubrimientos de investigadores como Alén Lascano, Ortega Peña y Duhalde, la "Zamba de Vargas" habría evolucionando desde una cueca chilena original, bailada en el campamento de Varela a instancias de los soldados del batallón chileno al mando de Estanislao Medina, mutando luego hasta tomar la forma definitiva de zamba por influjo santiagueño. Por lo tanto la versión federal y original de la canción, tal como debieron haberla cantado y bailado las tropas de Felipe Varela, debió haber tenido la forma de cueca o chilena.
En 1971 el Dúo Salteño y el Cuchi Leguizamón, aportan una versión notable incluida en el álbum El canto de Salta, acompañados solamente por el piano (Leguizmón) y la guitarra, pero sin bombo. La interpretación sigue la versión clásica aportada por Chazarreta-Lombardi, pero abagualada por el estilo vocal que caracteriza al Dúo, apoyado en los altos registros que alcanza la primera voz de Néstor “Chacho” Echenique, llegando incluso a niveles femeninos de soprano, propio "de las bagualeras de la puna", y la segunda voz de Patricio Jiménez, haciéndola oscilar entre tenor y barítono, de compleja afinación, inspirada en el contrapunto de Arnold Schöenberg. El ritmo a su vez está ralentado, imprimiéndole una sensación de morosidad. La versión prescinde también del "adentro" tradicional.
En ese mismo año, el grupo canario Los Sabandeños grabaron para su disco Cantan a Hispanoamérica volumen 1, de 1971, una versión similar a la que hicieron Los Fronterizos, Eduardo Falu y Ariel Ramírez cinco años antes. 
En 1973, Los Hermanos Ábalos, en su álbum Los 33 años de Los Hermanos Ábalos, lanzaron una nueva versión de la canción, con idéntica melodía y ritmo que la recopilación de Chazarreta, pero diferente letra aunque siempre dentro del grupo santiagueño. La versión está ejecutada sobre una base instrumental de piano y guitarra, y eventualmente acompañada de palmas. La primera es cantada a dos voces y la segunda es puramente instrumental.
En 1991 el músico clásico Alfredo Rossi y Rossi compuso Ocho variaciones, fuga y final (Zamba de Vargas), para orquesta y piano, sobre la melodía recopilada por Chazarreta.

### Para ver y oír
- "Zamba de Vargas", versión histórica incunable por Andrés Chazarreta, solo de guitarra (1929-1935), puede bajarse del sitio "losquenoseconsiguen.blogspot.com/2008/10/solos-de-guitarra-78-rpm-andres.html", donde fue puestos a disposición del público por Andrés Chazarreta (nieto).
- "Zamba de Vargas", versión riojana Carrizo-Peralta Luna, cantada por Los Cantores de Quilla Huasi (1956).
- "Zamba de Vargas", versión santiagueña Chazarreta-Forte, cantada por Los Cantores de Quilla Huasi (1968).
- "Zamba de Vargas", versión riojana Carrizo-Peralta Luna (ritmo de cueca), cantada por Roberto Rimoldi Fraga, La Gazeta.
- "Zamba de Vargas", versión santiagueña Chazarreta-Lombardi, cantada por Los Chalchaleros, Festival de Cosquín, 1999, YouTube.

- Datos: Q6170836